# Chelonopsis
Chelonopsis és un gènere de plantes angiospermes que pertany a la família de les lamiàcies (Lamiaceae).

## Taxonomia

### Espècies
Dins del gènere Chelonopsis es reconeixen les 19 espècies següents:
- Chelonopsis abbreviata C.Y.Wu & H.W.Li
- Chelonopsis bracteata W.W.Sm.
- Chelonopsis cashmerica (Mukerjee) Hedge
- Chelonopsis chekiangensis C.Y.Wu
- Chelonopsis deflexa (Benth.) Diels
- Chelonopsis forrestii Anthony
- Chelonopsis giraldii Diels
- Chelonopsis lichiangensis W.W.Sm.
- Chelonopsis longipes Makino
- Chelonopsis mollissima C.Y.Wu
- Chelonopsis moschata Miq.
- Chelonopsis odontochila Diels
- Chelonopsis praecox Weckerle & F.K.Huber
- Chelonopsis rosea W.W.Sm.
- Chelonopsis siccanea W.W.Sm.
- Chelonopsis souliei (Bonati) Merr.
- Chelonopsis thailandica A.J.Paton, Suddee & Bongch.
- Chelonopsis yagiharana Hisauti & Matsuno
- Chelonopsis yaoshanensis (S.L.Mo & F.N.Wei) C.L.Xiang & H.Peng